# Bługowiec
Bługowiec – część wsi Bługowo w Polsce, położona w województwie wielkopolskim, w powiecie złotowskim, w gminie Złotów, nad południowym brzegiem jeziora Sławianowskiego Wielkiego.
Wchodzi w skład sołectwa Bługowo.
W latach 1975–1998 Bługowiec administracyjnie należał do województwa pilskiego.